# Jeu de rôle grandeur nature en France
Le jeu de rôle grandeur nature en France est apparu vers 1984.

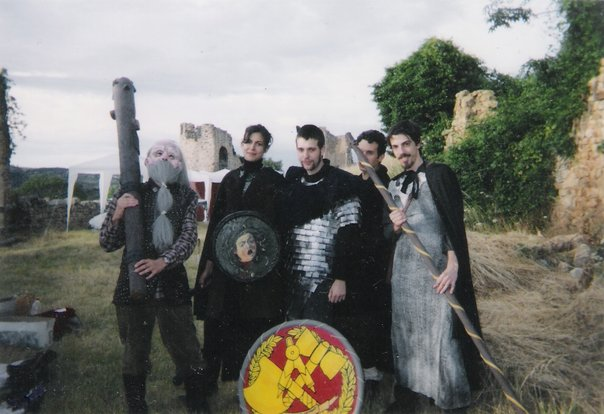
Équipe d’aventuriers lors d’un GN médiéval-fantastique au Château de Couzan, en France

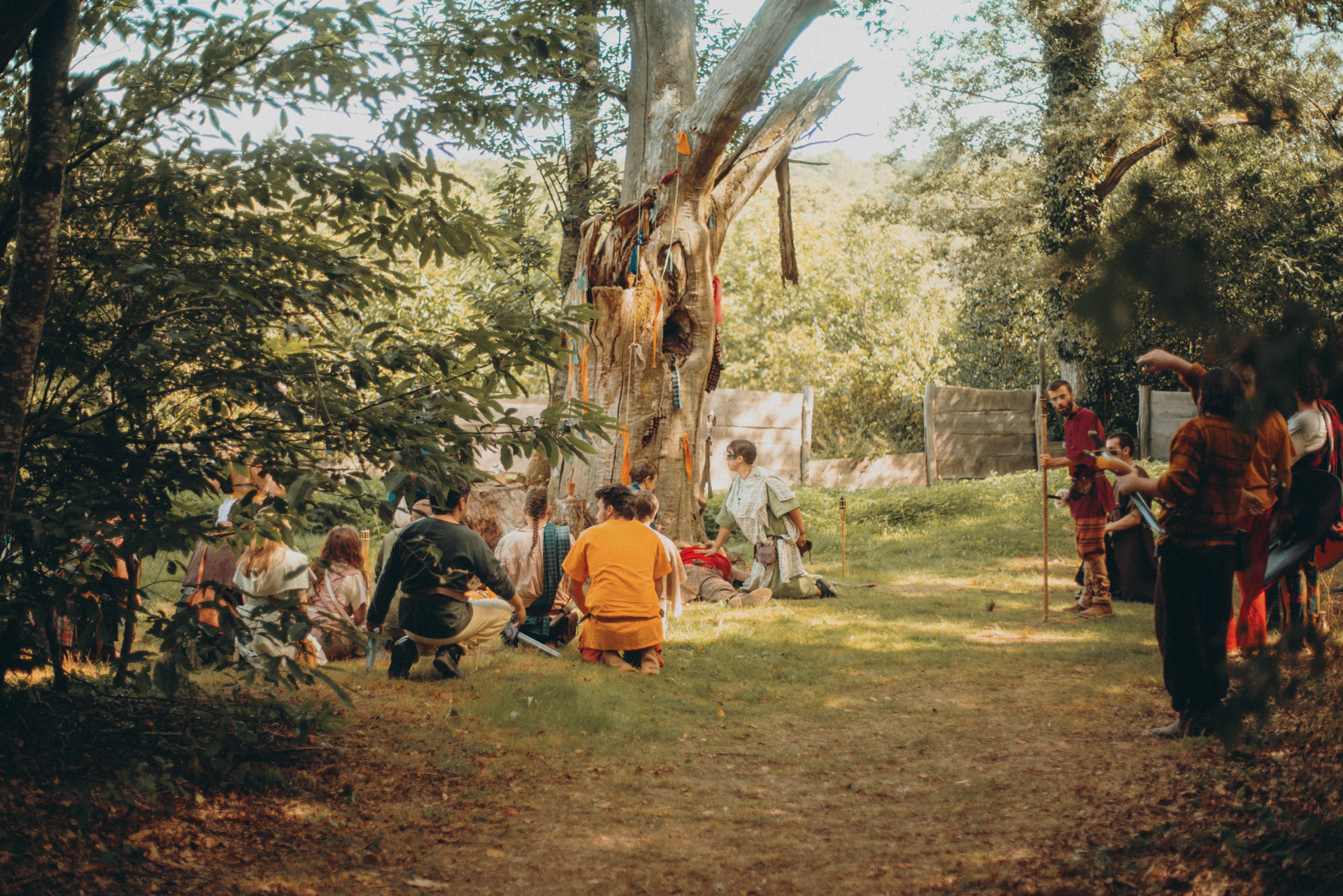
100 joueurs aventuriers lors d'un GN dans le village gaulois Coriobona

## Histoire
Si on trace l'histoire des murder party au début du siècle, importée d'Angleterre (comme dans Murder Party ou Celle qui n'était pas invitée d'Henri Bordeaux en 1931), l'activité est restée restreinte et confidentielle jusqu'au années 50. C'est après l’essor du jeu de rôle, et notamment de Donjons et dragons, que l'activité se développe. Le premier magasin à vendre des Murder Parties et Donjons et Dragons en France fut Jeux Descartes en 1977.
En 1984, les premiers jeux de rôle grandeur nature firent leur apparition en France. Deux clubs de jeux de rôle sur table, l'un à Paris (l'AJT) et l'autre en Bretagne (Stratèges & Maléfices, à Nantes) mirent en place presque simultanément leur premier GN. L'influence de Donjons et Dragons était très forte mais les aventures se déroulaient cette fois en forêt (un décor privilégié de ce genre de loisirs) ; il est d'ailleurs à noter que les premiers GN se nommaient des DGN (Donjons Grandeur Nature) en l'honneur du célèbre jeu. 
Puis les premières partie de L'Appel de Cthulhu (jeu historiquement populaire en France) grandeur nature s'organisèrent dans de vieux manoirs à l'aspect inquiétant. Cette fois, le médiéval-fantastique laissait la place à l'horreur et aux années 1920, donnant ainsi une belle occasion aux joueurs de sortir les robes à paillettes et les chapeaux-claque. Les scénarios se déroulaient dans une ambiance beaucoup plus feutrée et mondaine... jusqu’à l'arrivée des événements surnaturels et créatures horrifiques caractéristiques de l'univers de Howard Phillips Lovecraft.
Peu à peu, l'engouement des joueurs de jeux de rôle augmenta et de nombreux clubs de jeu organisèrent leur jeu de rôle grandeur nature annuel ou bisannuel. En 1985, les premières associations (loi 1901) spécialisées dans l'organisation de jeux de rôle grandeur nature se créèrent, puis, en 1986-1987, les premières sociétés à vocation professionnelle.

## L'évolution
Après quelques tâtonnements, un « style » à la française fait son apparition à l'arrivée du GN sur le sol français. Il privilégie le personnage, sa psychologie, son histoire personnelle (le background), le roleplay, l'improvisation et encadre l'action par un scénario apparemment plus profond. En Angleterre, et dans le monde anglo-saxon, l'action et le système de jeu avec sa course aux avantages et au perfectionnement des qualités de combats des personnages, persistait comme une sorte de jeu physique de stratégie. D'ailleurs, ils réunissaient déjà pour des grands événements des milliers de joueurs pour des batailles géantes.
On peut faire le parallèle, somme toute parlant, de ces deux genres avec le style de cinéma français et le film d'action à l'américaine. Ceci n'est cependant plus vrai, car le développement du GN au Royaume-Uni a permis justement au GN anglo-saxon de s'affranchir des scénarios tout faits et des intrigues pré-écrites pour développer le style player-led, laissant une plus grande liberté aux joueurs.
Au début des années 1990, le jeu de rôle grandeur nature prit son essor et quitta le milieu confidentiel des rôlistes. Il connut un indéniable effet de mode et des sociétés le proposèrent sous forme de murder party à leurs employés, des agences en événementiel s’emparèrent du concept.
De 1994 à 1997, il subit une déferlante médiatique hostile à la suite de trois événements dramatiques. Le plus tragique fut le suicide d'un jeune à Amiens en février 1994, attribué abusivement aux jeux de rôles par la presse et la télévision. Les rôlistes eurent à faire face à des tracasseries, des pressions et des refus d’autorisations concernant des locaux ou des subventions. La « piste rôliste » de la profanation du cimetière juif de Carpentras en 1995, —qui se révèlera fausse dès 1996— amplifia l’ambiance délétère à l’encontre de ce loisir.
La Fédération française des jeux de rôles grandeur nature (FédéGN) fut fondée en 1995, avant même l’apparition de Fédération française de jeu de rôle sur table, la ffjdr (août 1996) afin de représenter le Grandeur Nature et de le défendre. D'ailleurs, ce loisir eut de nouveau à endurer les suspicions avec une nouvelle affaire en Espagne (Javier Rosado, 1997). Il ressortit, de nouveau, que l'implication du jeu de rôle était peu probable. 
En 1993, à la suite de l'essor d'un jeu très populaire, Vampire la Mascarade, de White Wolf se créent des groupes et des associations pour jouer à la version GN, nommée Mind's Eye Theatre. Ces associations, présentes dans une trentaine de villes en France, à l'époque, et utilisant l'image du vampire, subiront de plein fouet l'accusation (sans fondement) de secte et de satanisme, amenant à la création d'un cadre commun de jeu, et d'un regroupement pour défendre l'activité, la Fédération Camarilla française. 
Mais depuis on peut constater un net assainissement des relations avec les pouvoirs publics puis dans les années suivantes avec la presse, semble-t-il, grâce aux instances de la fédération et de certains joueurs qui n'ont pas hésité à écrire des livres et exiger des droits de réponse. Des animateurs de centres culturels, éducateurs spécialisé(e)s et autres acteurs territoriaux présentent désormais la dynamique engendrée par ces activités dans les villages de France. Les anciennes générations comprennent le tremplin à la créativité que cela engendre ainsi que la redécouverte culturelle et du patrimoine. Utiliser des tuniques de GN pour participer à une fête traditionnelle est un des exemples d'enrichissement du territoire par ses habitants.
Depuis 2005, les activités de GN se sont professionnalisées : les artisans, campements et techniques se diffusent. Les clans se fédèrent par culture, nation, races, magies... Les déplacements peuvent être internationaux afin de se rendre aux plus grands mass larp d'Europe, par exemple le DrachenFest en Allemagne (5000 joueurs).
À la fin des années 2010, une nouvelle forme de GN totalement grand public voit le jour sous la forme de parcs à thème nouvelle génération.

Aux États-Unis, Evermore, premier parc d'aventure immersif, accueille le public depuis 2018. Pas d'attractions ni de manèges ici. Le visiteur est plongé dans un monde d'aventures gothique victorien grâce à des décors soignés et une pléiade d'habitants, incarnés par des acteurs. Les clients sont invités à interagir avec ces nombreux personnages pour découvrir leurs histoires et résoudre des mystères. Fêtes, soirées à thème et bals costumés y sont régulièrement organisés.
En France, c'est en 2021 que le premier parc en immersion ouvre ses portes, dans l'Orne. RustiK emmène ses clients dans un univers médiéval fantastique peuplé de dangers. Le visiteur peut participer à une aventure scénarisée où intrigue et escrime ludique tiennent une place prépondérante. Il aidera alors à la défense du lieu en entrant dans la garde. Il peut aussi venir se promener, en famille ou entre amis, et interroger les "habitants" pour résoudre des quêtes. Certains évènements spéciaux y sont aussi organisés.